# Bernhard Presting
Bernhard Presting (* 13. August 1831 Rößel, Ostpreußen; † 2. Juni 1908 in Köslin, Pommern) war ein deutscher Religionspädagoge.

## Leben
Presting besuchte das Gymnasium in Rastenburg. Nach dem Abitur studierte er an der Albertus-Universität Königsberg Evangelische Theologie. 1850 schloss er sich dem Corps der Silberlitthauer an. Bei Masovia wurde er im Sommersemester 1873 Corpsschleifenträger.
Er trat in den Schuldienst der Provinz Ostpreußen und wurde Seminardirektor der Präparandenanstalt in Lötzen. Von dort kam er als Schulrat nach Köslin. Er war Mitglied des Vereins für Kunde Masurens. Als Pensionär starb er im 77. Lebensjahr.

## Werke
- Zur Methodik des Rechenunterrrichts in der Volksschule. Altes im Lichte des Neuen, Neues auf dem Grunde des Alten. 1877
- Die Hindernisse und Bedingungen einer gesunden geistigen Volksbildung (Vortrag). 1883. GoogleBooks
- Die biblischen Geschichten des Alten und Neuen Testamentes. 1895. GoogleBooks
- Die Volksschule und der Volksschaden oder die Lehrerbildung und Lehrerarbeit. 1893
- Die biblischen Geschichten des Neuen Testamentes in Bildern. 1893[3]
- Das Pestalozzijahr und seine ernsten Forderungen an die Familien und Gemeinden, an die Schule, Kirche und Staat. 1896
- Die Bergpredigt, das Gesetz des Reiches Gottes, der Spiegel jedes Christen. Kurz und schulgemäß erklärt. 1896
- Der lutherische Katechismus. 1899
  1. Das Gesetz Gottes in seiner Heiligkeit und Herrlichkeit. GoogleBooks
  2. Der christliche Glaube, wie ihn die drei Artikel bringen.
  3. Das Gebet des Herrn und die beiden heiligen Sakramente.